# Nancy Allen
Pour les articles homonymes, voir Nancy Allen (harpiste) et Allen.
Nancy Allen, née le 24 juin 1950 à New York, aux (États-Unis), est une actrice américaine.

## Biographie

### Jeunesse
Nancy Anne Allen est née le 24 juin 1950 dans l'arrondissement du Bronx à New York, la plus jeune des trois enfants d'Eugene et de Florence Allen. Son père était lieutenant de police à New York. Allen a été élevée sur la 196th Street dans la section Pelham Bay du Bronx. Elle est connue pour ses rôles dans les films de son ex-époux Brian De Palma (Carrie, Pulsions, Blow Out) et dans la trilogie RoboCop.
Brian De Palma a estimé qu'ils ont fait « trop de films ensemble » et que cela a usé leur couple. Leur dernier film en commun est Blow Out, en 1981.
De Palma n'avait pas vraiment envie qu'elle tourne mais sur insistance de John Travolta qui faisait avec elle partie du casting de Carrie au bal du diable en jouant la vilaine lycéenne qui persécute Carrie, il accepta. Si De Palma se déclarera heureux du jeu de l'actrice, le tournage s'avère difficile pour le couple et ils divorcent peu après.
Souffrant de claustrophobie, elle a eu une violente crise sur le tournage de Blow Out dans la séquence de l'accident où son personnage se trouve dans une voiture qui tombe dans un lac. Elle devait entrer dans un cube transparent lui-même placé dans la voiture qui se remplissait d'eau. Brian De Palma avait tout d'abord proposé de la faire remplacer par une doublure mais Nancy Allen a tenu à jouer la scène elle-même. « Pâle comme la mort », elle a commencé à pleurer et à paniquer lorsqu'il lui a été demandé d'entrer dans le cube. Une dispute a éclaté entre elle et De Palma et il a annoncé qu'il tournerait la scène d'une autre manière. Entendant cela, Nancy Allen est alors entrée dans le cube et la scène a pu être tournée.
Elle est connue pour le rôle de l'officier Anne Lewis dans Robocop.
Depuis 2008, elle s'est éloignée des plateaux de cinéma pour devenir directrice d'une organisation de lutte contre le cancer, weSPARK Cancer Support Center.

## Filmographie

### Cinéma
- 1973 : La Dernière Corvée (The Last Detail) de Hal Ashby : Nancy
- 1975 : Forced Entry (en) de Jim Sotos (en) : Auto-stoppeuse
- 1976 : Carrie au bal du diable (Carrie) de Brian De Palma : Chris Hargensen
- 1978 : Crazy Day (I Wanna Hold Your Hand) de Robert Zemeckis : Pam Mitchell
- 1979 : 1941 de Steven Spielberg : Donna Stratton
- 1980 : Home Movies de Brian De Palma : Kristina
- 1980 : Pulsions (Dressed to Kill) de Brian De Palma : Liz Blake
- 1981 : Blow Out de Brian De Palma : Sally
- 1983 : Les envahisseurs sont parmi nous (Strange Invaders) de Michael Laughlin : Betty Walker
- 1984 : Copain, copine (en) (The Buddy System) de Glenn Jordan : Carrie
- 1984 : Philadelphia Experiment (The Philadelphia Experiment) de Stewart Raffill : Allison Hayes
- 1984 : Not for Publication de Paul Bartel : Lois
- 1987 : Sweet Revenge (en) de Mark Sobel : Jillian Grey
- 1987 : RoboCop de Paul Verhoeven : Anne Lewis
- 1988 : Poltergeist 3 de Gary Sherman : Patricia Wilson-Gardner
- 1989 : Limit Up (en) de Richard Martini : Casey Falls
- 1990 : RoboCop 2 de Irvin Kershner : Anne Lewis
- 1993 : RoboCop 3 de Fred Dekker : Anne Lewis
- 1994 : Les Patriotes de Eric Rochant : Catherine Pelman
- 1997 : Against the Law (en) de Jim Wynorski : Maggie Hewitt
- 1997 : Last Assassins (en) de William H. Molina : Anna Bishop
- 1998 : The Pass de Kurt Voss : Shirley Duprey
- 1998 : Hors d'atteinte (Out of Sight) de Steven Soderbergh : Midge
- 1999 : Secret of the Andes (en) de Alejandro Azzano : Brenda Willings
- 1999 : Les Démons du maïs 6 (Children of the Corn 666: Isaac's Return) de Kari Skogland : Rachel Colby (vidéo)
- 1999 : Y a-t-il un parrain pour sauver la mafia ? (Kiss Toledo Goodbye) de Lyndon Chubbuck : Madge
- 2001 : Circuit (en) de Dirk Shafer : Louise
- 2008 : Quality Time (en) de Chris LaMont : Linda Savage

### Télévision

#### Téléfilms
- 1986 : Gladiator (The Gladiator) de Abel Ferrara : Susan Neville
- 1990 : Meurtre en mémoire (en) (Memories of Murder) de Robert Michael Lewis : Alice
- 1993 : Roses mortelles (en) (Acting On Impulse) de Sam Irvin : Cathy Thomas
- 1995 : L'Homme qui refusait de mourir (The Man Who Wouldn't Die) de Bill Condon : Jessie Gallardo

#### Séries télévisées
- 1983-1984 : Another Life : Paula James
- 1984 : Faerie Tale Theatre : Princesse Elizabeth (Saison 3 - Épisode 2)
- 1994 : Les Anges du bonheur (Touched by an Angel) : Megan (Saison 1 - Épisode 7)
- 1995 : Au-delà du réel : L'aventure continue (The Outer Limits) : Rachel Rose (Saison 1 - Épisode 2)
- 1995 : L'As de la crime (The Commish) : Gina Raposo (Saison 4 - Épisode 18)
- 2001 : Amy (Judging Amy) : Helen White (Saison 2 - Épisode 18)
- 2002 : Division d'élite (The Division) : Christine Ogden (Saison 2 - Épisode 16)
- 2003 : New York, unité spéciale (Law & Order: Special Victims Unit) : Carin Healy (saison 5, épisode 11)

## Distinctions
- 1981 : Nomination au Golden Globe du meilleur espoir féminin pour Pulsions
- 1981 : Nomination au Razzie Award de la pire actrice pour Pulsions
- 1985 : Nomination au Saturn Award de la meilleure actrice pour Philadelphia Experiment
- 1988 : Nomination au Saturn Award de la meilleure actrice pour RoboCop
- 1994 : Nomination au Saturn Award du meilleur second rôle féminin pour RoboCop 3

## Voix françaises
- Maïk Darah dans :
  - Philadelphia Experiment
  - RoboCop
  - RoboCop 2
  - RoboCop 3
- Catherine Lafond dans :
  - Pulsions
  - Blow Out

Et aussi :
- Béatrice Delfe dans Carrie au bal du diable
- Annie Sinigalia dans 1941
- Sophie Deschaumes dans Poltergeist 3
- Martine Irzenski dans Limit Up
- Frédérique Tirmont dans Les Patriotes